# WBSC南北アメリカ
WBSC南北アメリカ（英語: WBSC Americas、スペイン語: WBSC América）は、アメリカ州における各国の野球・ソフトボール協会を統括する、世界野球ソフトボール連盟（WBSC）傘下の大陸連盟。

## 概要
野球については傘下団体のパンアメリカン野球連盟（英語: Pan American Baseball Confederation、スペイン語: Confederación Panamericana de Béisbol、略称: COPABE）が、ソフトボールについてはパンアメリカンソフトボール連盟（英語: Pan American Softball Confederation、スペイン語: Confederación Panamericana de Softbol、略称: CONPASA）が、それぞれ運営している。

### パンアメリカン野球連盟
1985年創設。1987年10月に第1回野球パンアメリカン選手権がベネズエラで開催された。

### パンアメリカンソフトボール連盟
1979年7月3日、プエルトリコ・ドミニカ共和国・オランダ領アンティル・バミューダ諸島・ベリーズ・メキシコ・エルサルバドル・パナマ・ベネズエラ・コロンビア・アルゼンチンによりパンアメリカンソフトボール連盟が創設。1981年9月1日から9月10日にかけて第1回男子ソフトボールパンアメリカン選手権がベネズエラのマラカイで、1982年2月27日から3月7日にかけて第1回女子ソフトボールパンアメリカン選手権がメキシコのシウダ・オブレゴンで開催された。

## 主な主催・協賛大会

### 野球
- パンアメリカン競技大会野球競技
- 中央アメリカ・カリブ海競技大会野球競技
- 南アメリカ競技大会野球競技（スペイン語版）

### ソフトボール
- パンアメリカン競技大会ソフトボール競技
- 中央アメリカ・カリブ海競技大会ソフトボール競技
- 南アメリカ競技大会ソフトボール競技（英語版）
- ソフトボールパンアメリカン選手権（女子・男子）
- ソフトボール中央アメリカ選手権（女子・男子）
- ソフトボール南アメリカ選手権（女子・男子）

## 加盟国・地域
2023年12月現在
| 国・地域                 | コード | 野球 | SB | 備考     |
| ------------------------ | ------ | ---- | -- | -------- |
| アルゼンチン             | ARG    | ●    | ●  |          |
| アルバ                   | ARU    | ●    | ●  |          |
| バハマ                   | BAH    | ●    | ●  |          |
| ベリーズ                 | BIZ    | －   | ●  |          |
| ボリビア                 | BOL    | ●    | ●  |          |
| ブラジル                 | BRA    | ●    | ●  |          |
| カナダ                   | CAN    | ●    | ●  |          |
| ケイマン諸島             | CAY    | －   | ●  |          |
| チリ                     | CHI    | ●    | ●  |          |
| コロンビア               | COL    | ●    | ●  |          |
| コスタリカ               | CRC    | ●    | ●  |          |
| キューバ                 | CUB    | ●    | ●  |          |
| キュラソー               | CUW    | ●    | ●  | [ 注 3 ] |
| ドミニカ共和国           | DOM    | ●    | ●  |          |
| エクアドル               | ECU    | ●    | ●  |          |
| エルサルバドル           | ESA    | ●    | ●  |          |
| グアテマラ               | GUA    | ●    | ●  |          |
| ガイアナ                 | GUY    | ●    | － |          |
| ハイチ                   | HAI    | ●    | ●  |          |
| ホンジュラス             | HON    | ●    | ●  |          |
| アメリカ領ヴァージン諸島 | ISV    | ●    | ●  |          |
| イギリス領ヴァージン諸島 | IVB    | －   | ●  |          |
| ジャマイカ               | JAM    | ●    | ●  |          |
| メキシコ                 | MEX    | ●    | ●  |          |
| ニカラグア               | NCA    | ●    | ●  |          |
| パナマ                   | PAN    | ●    | ●  |          |
| ペルー                   | PER    | ●    | ●  |          |
| プエルトリコ             | PUR    | ●    | ●  |          |
| シント・マールテン       | SXM    | ●    | － | [ 注 3 ] |
| タークス・カイコス諸島   | TCA    | －   | ●  | [ 注 3 ] |
| トリニダード・トバゴ     | TTO    | ●    | － |          |
| ウルグアイ               | URU    | －   | ●  |          |
| アメリカ合衆国           | USA    | ●    | ●  |          |
| ベネズエラ               | VEN    | ●    | ●  |          |